# Шаппюи, Шариль
Шариль Яннис Шаппюи (тайск. ชาริล ยานนิส ชาปุย; 12 января 1992, Клотен, Швейцария) — тайский профессиональный футболист, который играет на позиции полузащитника за клуб «Бангкок». Выступал за сборную Таиланда.

## Клубная карьера

### Швейцария
Шаппюи начал заниматься футболом в одноимённом клубе из родного города, но вскоре перешёл в молодёжную команду «Янг Феллоуз Ювентус». В июле 2003 года перспективного полузащитника заметили в «Грассхоппере».
Шаппюи прошёл через всю молодёжную систему «Грассхоппера», вскоре регулярно стал играть за резервный состав. Но игрок не смог пробиться в первую команду, хотя тренироваться в её составе и несколько раз попадал в заявку на матчи.
Чтобы дать Шаппюи игровую практику, его сдали в аренду «Локарно» в сезоне 2011/12. Он дебютировал в «Локарно» 25 июля 2011 года в матче против «Волена». 20 ноября 2011 года он забил первый гол за свою команду в гостевом матче против «Виля», «Локарно» победил со счётом 2:1. Шаппюи вернулся в «Грассхоппер» по окончании срока соглашения и сразу снова отправился в аренду, на этот раз в «Лугано» на период 2012/13 сезона. Он дебютировал в «Лугано» 14 июля 2012 года в матче против «Виля», его клуб выиграл со счётом 3:1.

### «Бурирам Юнайтед»
В 2013 году Шаппюи переехал в Таиланд, присоединившись к «Бурирам Юнайтед». Благодаря тайскому происхождению матери он смог получить тайское гражданство, что позволило ему играть за клуб в чемпионате и Лиге чемпионов АФК не как легионеру. Он забил свой первый мяч за «Бурирам» в игре против «Супханбури», гол был забит с углового от дальней штанги. Он также забил гол в Лиге чемпионов АФК 2013 года в ворота «Цзянсу Сунин», но, празднуя гол, вывихнул колено и выбыл из строя на три месяца. 8 сентября 2013 года Шаппюи забил свой второй гол в чемпионате в матче против «Чайнат Хорнбилл».

### «Супханбури»
Проведя вторую часть сезона 2014 года на правах аренды в «Супханбури», Шаппюи окончательно присоединился к клубу в сезоне 2015 года вместе со своими товарищами по «Бурираму» Кармело Гонсалесом и Пратумом Чутхонгом.
Шаппюи пропустил весь сезон 2015 года из-за травмы колена, которая потребовала хирургического вмешательства. Он также пропустил Игры Юго-Восточной Азии 2015 года.
После того, как Шаппюи пропустил почти 16 месяцев из-за травмы, он, наконец, вернулся в товарищеском матче с «Симорком», его клуб победил со счётом 3:1. Шаппюи сыграл первый матч лиги после травмы 8 мая 2016 года, выйдя на замену на 80-й минуте вместо Кармело Гонсалеса, его команда одержала победу с минимальным счётом над «Арми Юнайтед».

## Международная карьера
На молодёжном уровне Шаппюи представлял Швейцарию. В 2009 году он был в составе юношеской сборной Швейцарии до 17 лет, которая выиграла чемпионат мира, победив в финале сборную Нигерии со счётом 1:0, Шаппюи сыграл во всех семи матчах на турнире.
Шаппюи был вызван в сборную Таиланда Винфридом Шефером на матч против Ливана в рамках квалификации Кубка Азии 2015 года.
Также тренер Киатисак Сенамуанг вызвал его в молодёжную сборную Таиланда для участия в Играх Юго-Восточной Азии 2013 года. Его неофициальный дебют за Таиланд U-23 состоялся в товарищеском матче с «Барселоной» во время тура каталонцев по Бангкоку. Шаппюи официально дебютировал за команду в матче против молодёжной сборной Уганды в ноябре 2013 года.
На Играх Юго-Восточной Азии 2013 года Шаппюи провёл свой первый матч против Индонезии U-23. Таиланд дошёл до финала, где с минимальным счётом победил Индонезию.
Шаппюи представлял Таиланд на Азиатских играх 2014 года. Он также был членом победного состава Таиланда на чемпионате АСЕАН 2014 года. В первой игре Таиланда Шаппюи забил на последней минуте матча против Сингапура реализовал пенальти, принеся победу со счётом 2:1 над хозяевами. Он также забил в следующей игре, Таиланду пришлось отыгрываться в матче с Малайзией, но в итоге тайцы победили со счётом 3:2. Шаппюи не отметился результативными действиями в полуфинале, но в первом матче финала он реализовал ещё один пенальти, сделав вклад в победу со счётом 2:0 над Малайзией. Во втором матче финала Таиланд за десять минут до конца проигрывал 3:0, но Шаппюи сыграл на добивании после того, как малайзийский вратарь парировал штрафной удар Сарача Йооена, за три минуты до конца тайцы забили снова, в итоге счёт стал 3:2 (общий 3:4 в пользу Таиланда).
В августе 2016 года, после 20-месячного отсутствия в сборной из-за травмы, Шаппюи был вызван в сборную для предстоящих матчей, включая отборочные игры чемпионата мира в сентябре 2016 года.

## Личная жизнь

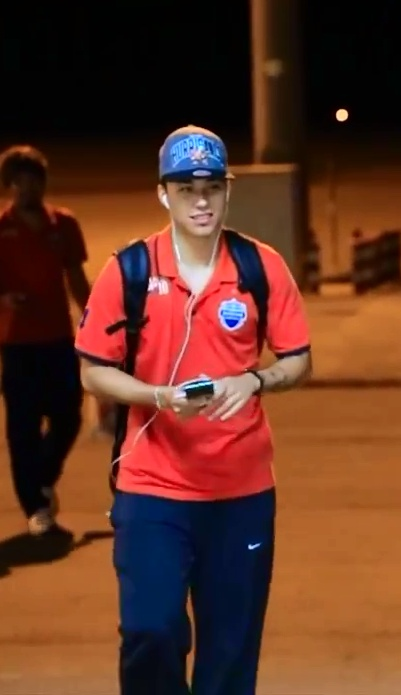
Шаппюи в неформальной обстановке

Шаппюи свободно говорит по-немецки, по-английски и по-французски, хотя слабо владеет тайским языком.
Любимая футбольная команда Шаппюи — это «Барселона», а чемпионат, в котором мечтает играть — Бундеслига. В 2016 году число следящих за его страницей в Instagram преодолело отметку в один миллион.
В декабре 2017 года Шаппюи начал встречаться с тайской моделью Хеленой Буш. 14 февраля 2021 года, после трёх лет отношений, Шаппюи объявил о помолвке.
12 апреля 2021 года было объявлено, что у Шаппюи положительный тест на COVID-19, болезнь проходила бессимптомно. Он стал первым игроком тайской лиги, у которого диагностировали COVID-19.